# Forcipomyia subauronitens
Forcipomyia subauronitens är en tvåvingeart som beskrevs av Tokunaga 1940. Forcipomyia subauronitens ingår i släktet Forcipomyia och familjen svidknott. Inga underarter finns listade i Catalogue of Life.